# Cody Canada
Cody Canada (* 25. Mai 1976 in Pampa, Texas) ist ein US-amerikanischer Countrysänger der Red-Dirt- und Texas-Country-Szene. Er wurde als Frontmann der Band Cross Canadian Ragweed bekannt.

## Biografie

### Bandkarriere
Cody Canada wurde 1976 in Pampa, Texas geboren. Mit fünf Jahren entdeckte seine Leidenschaft zur Musik, als ihn seine Eltern zu einem Konzert von George Strait mitnahmen. Mit acht Jahren begann er, Gitarre zu spielen. Zusammen mit seiner Familie zog er als 16-Jähriger nach Stillwater, Oklahoma. Mit 18 Jahren stand er zusammen mit Mike McClure auf der Bühne. Im Jahr 1994 mit dem Schlagzeuger Randy Ragsdale und dem Gitarristen Grady Cross die Red-Dirt-Band Cross Canadian Ragweed gründete. Vier Jahre nach ihrer Gründung veröffentlichten die jungen Musiker 1998 ihr erstes Studioalbum. Anfang der 2000er-Jahre konnte Canada erstmals größere kommerzielle Erfolge mit der Gruppe feiern, als es die Alben bis in die Top 10 der Country-Charts schafften. Nach internen Problemen gab Canada im September 2010 die Trennung der Band bekannt. Mit seinem Bassisten Jeremy Plato, dem bereits als Solokünstler aktiv gewesenen Seth James, sowie zwei weiteren Musikern, gründete er 2011 die Nachfolgeband The Departed, die im Juni 2011 ihre erste CD veröffentlichte.

### Weitere Projekte
Seit seinem Umzug ist Cody Canada zu einem festen Bestandteil der Red-Dirt-Szene Oklahomas geworden und hat ohne seine Band mit zahlreichen anderen Künstlern zusammengearbeitet. Zu seinen ersten Studioprojekten zählte eine Zusammenarbeit mit dem „Godfather of Red Dirt“, Bob Childers. Mit der Band trat er auch in dem Album Dirt and Spirit von The Great Divide auf, und ein Jahr darauf war er an Mike McClures Debütalbum Twelve Pieces beteiligt. Des Weiteren hat Canada mit Stoney LaRue gearbeitet. Er war an seinem Album The Red Dirt Album beteiligt und war 2011 mit ihm auf Tour.
Im November 2013 veröffentlichte er sein erstes Soloalbum Some Old, Some New, Maybe a Cover or Two, das unter anderem Platz 11 der Folk-Charts und Platz 35 der Country-Charts erreichte.

### Privatleben
Im Jahr 1998 heiratete Canada seine Freundin Shannon. Sie unterstützt ihn zusätzlich als Managerin. Zusammen mit ihren Söhnen Dierks Cobain und Willy Vedder leben die beiden in New Braunfels, Texas.

## Diskografie
- 2013: Some Old, Some New, Maybe a Cover or Two
- 2015: Chip and Ray (mit Mike McClure)